# Pomnik spadochroniarzy pod Sokołowem
Pomnik spadochroniarzy pod Sokołowem – betonowy dawny pomnik polskich i radzieckich spadochroniarzy, zlokalizowany w gminie Lubasz około 3 kilometry na północny wschód od Klempicza i 1,5 kilometra na południe od Sokołowa, na terenie leśnictwa Annogóra, w pobliżu samotnego gospodarstwa zwanego Brzeg, bezpośrednio przy drodze wojewódzkiej nr 182. 
Pomnik upamiętniał spadochroniarzy Polskiego Samodzielnego Batalionu Specjalnego 1 Armii Wojska Polskiego, którzy działali w obrębie Puszczy Noteckiej jesienią i zimą 1944, zbierając informacje o wojskach niemieckich na tym obszarze. Stał w miejscu ich lądowania w dniu 7 września 1944. Na cokole wymienione były nazwiska: 
- porucznik Sergiusz Iliaszewicz (dowódca)
- porucznik Stanisław Maciejewski
- porucznik Wojciech Skoracki
- podporucznik Józef Dłużak
- starszy sierżant Roman Żmudziński
- starszina Mikołaj
- starszina Borys
- plutonowy Antoni Hertel
- kapral Franciszek Płachta
- szeregowy Henryk Szafruga
- szeregowy Jan Promiński

Monument wykonany w 1974 przez Jerzego Sobocińskiego o formie czteroosobowej grupy figuralnej z bronią w ręku. Jedna z postaci została ujęta w momencie zwijania wyoblonej czaszy spadochronu. Na cokole umieszczono tablicę pamiątkową ku pamięci Józefa (1899–1945) i Franciszki (1904–1945) Furmanów którzy za udzielenie pomocy dwóm spadochroniarzom zostali zamordowani – Józef Furman w niemieckim obozie koncentracyjnym Sachsenhausen a Franciszka Furman w obozie karno-śledczym Żabikowo. 
W lutym 2015 pomnik poważnie zdewastowano. Trzem postaciom żołnierzy urwano głowy, a czwartej ją odłupano. Wyłamano też karabiny, trzymane przez wojskowych w rękach. Na monumencie umieszczono ponadto napis sprayem: Goń z pomnika bolszewika, znaki Polski Walczącej oraz wyrwano część liter tworzących napis „Polskim i radzieckim spadochroniarzom”, zostawiając jedynie ostatni wyraz i dopisując czarnym sprayem „zdrajcom”. Sprawców dewastacji nie wykryto.
W 2021 roku stary napis na pomniku dotyczący sowieckiej grupy zwiadowczej na mocy obowiązującej ustawy dekomunizacyjnej i decyzją władz gminy został usunięty. Nowy napis zgodnie z życzeniem mieszkańców będzie poświęcony wszystkim ofiarom II wojny światowej (również spadochroniarzom) i zostanie umieszczony po uzgodnieniu jego treści.